# 南灣 (住宅)

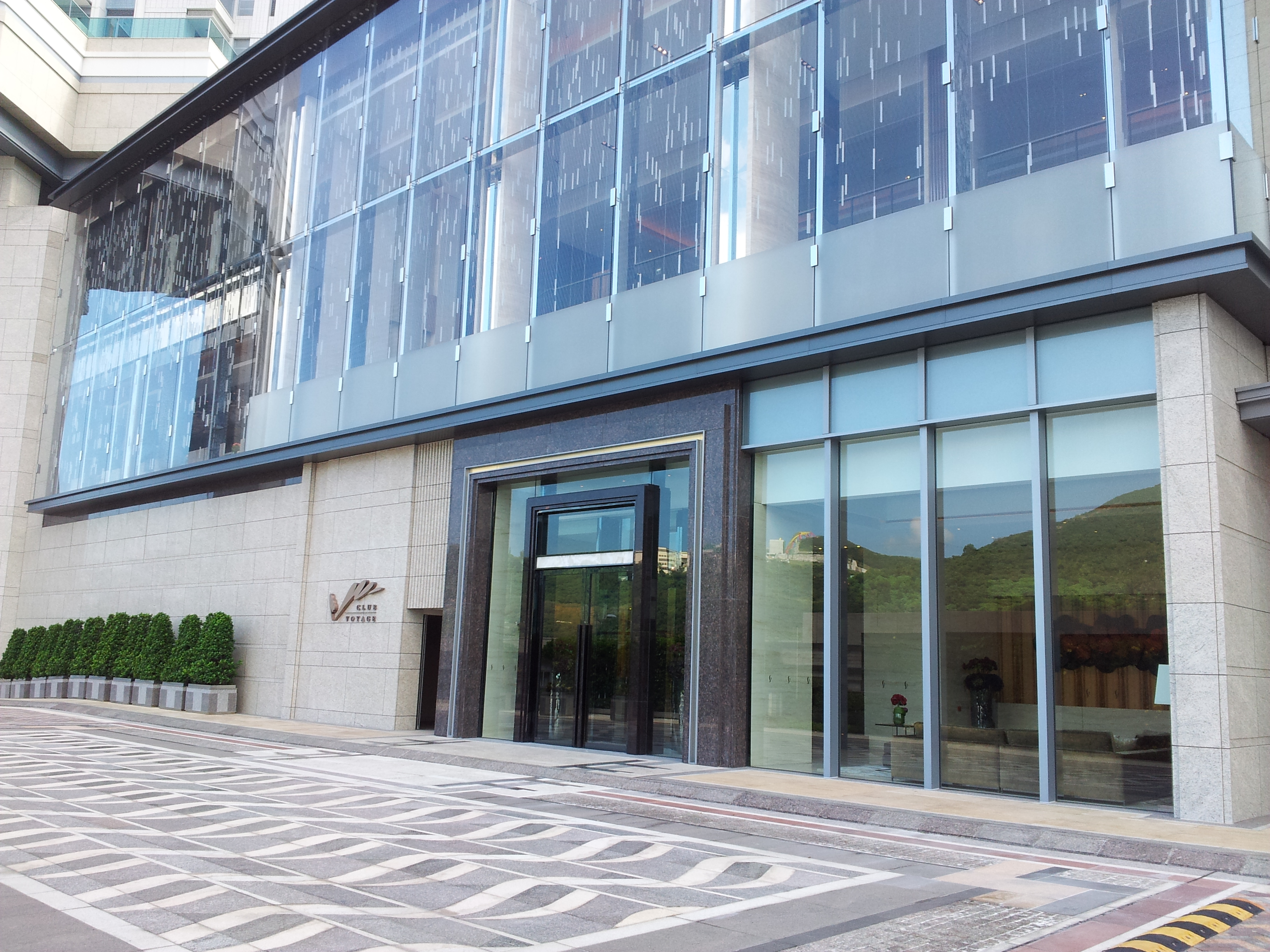
會所入口

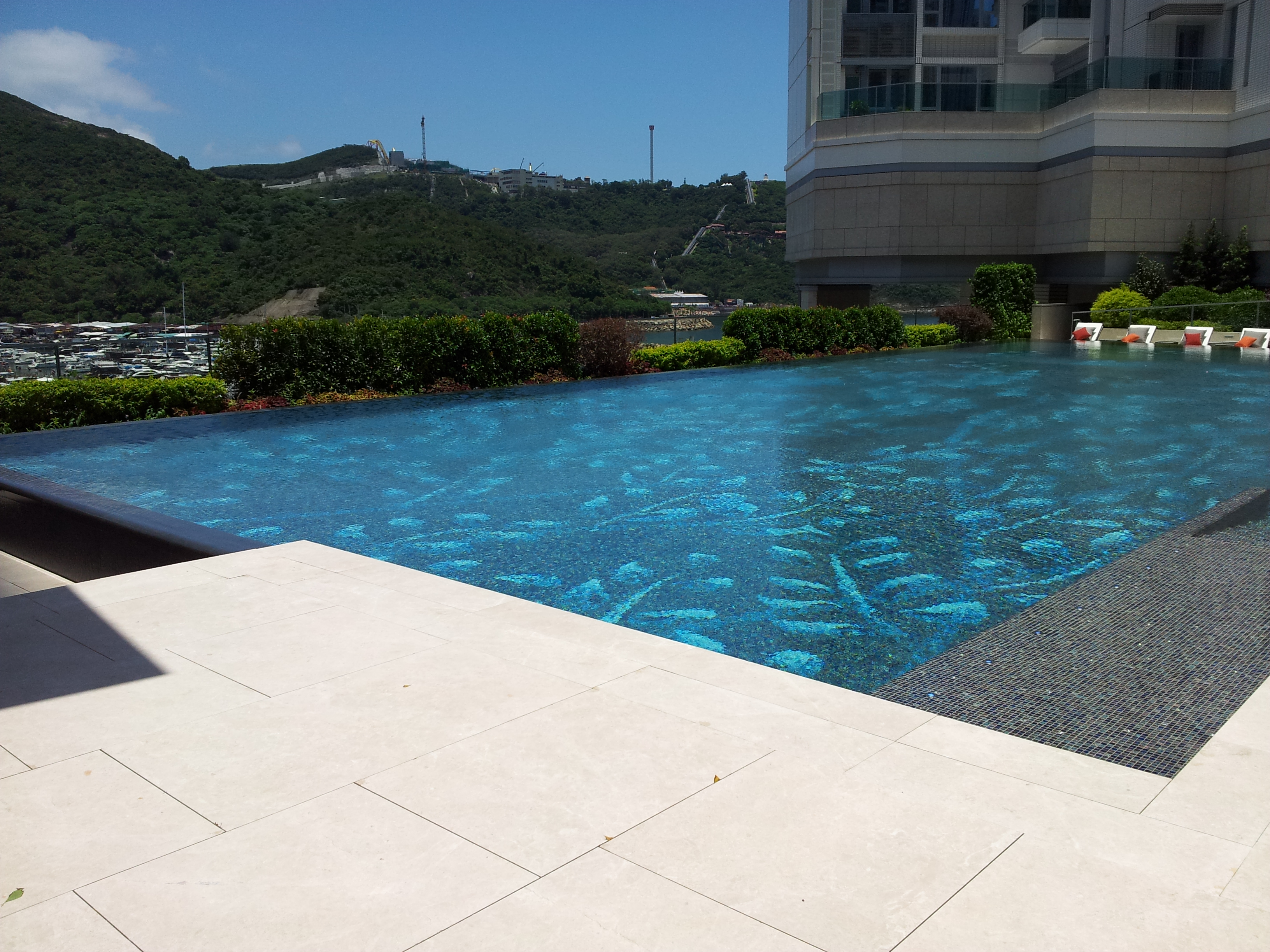
會所游泳池

南灣是新鴻基地產、嘉里建設及百利保控股合作發展的一個私人屋苑，位於香港南區鴨脷洲海旁道8號，由新鴻基地產興建和銷售，入伙初時由第一太平戴維斯負責屋苑管理，現已改由僑樂管理服務負責。項目佔地18萬平方呎，由9幢住宅大廈組成，共有715個住宅單位，於2011年4月底正式入伙。
南灣的外形以320米流線型帆船設計，依山臨海而建。南灣為地區的地標建築之一，其獨特設計更於2011年榮獲，由國際房地產組織、彭博與谷歌（Google）合辦的「國際房地產大獎」-「香港最佳建築（高樓）」的「高度表揚獎」。

## 簡介
南灣位處香港南區鴨脷洲的東部、前臨深灣及香港仔海峽，鄰近深灣遊艇俱樂部及海洋公園。當中1、2座的單位更可遠眺淺水灣、赤柱等的景色。附近有深灣9號、深灣軒、海怡半島及貝沙灣等著名屋苑，亦鄰近以天價投得的住宅地南區‧左岸（Marina South）。
項目正式命名前被稱為海景版禮頓山。主要是由於南灣是繼跑馬地禮頓山後，新地、嘉里及百利保再度合作發展的住宅項目。英文名「Larvotto」命名意念來自歐洲西部摩納哥蒙地卡羅著名的拉弗托海灘（Larvotto Beach），臨近地中海，為富豪集中地，而旁邊的街道更是全球數一數二貴的街道（格蕾斯王妃大道；Avenue Princess Grace）。中文名「南灣」是有南區海灣的意思，命名意念相信是來香港島南區的南灣海灘，也是香港富豪住宅區之一。
南灣由呂元祥建築師事務所設計，與亞洲樓皇，設計獨特聞名的香港東半山傲璇（OPUS HONG KONG）屬同一事務所設計。

## 住宅
住宅由7樓（連平台特色戶）起，每戶均設露台，亦享有特高樓底，標準單位樓層高度也達3.3至3.5米。部分特色單位更另有平台、天台，甚至設有私人游泳池。南灣由9幢（1-10座，不設4座）住宅大廈組成，共分為三部分，各部分均有一個空中花園：
- 第一部分由1、2座組成，普遍是每層2伙的設計，標準單位由2,363－2,545平方呎不等，此類單位每伙除以雙套房及工人套房設計外，更設有私家的電梯大堂。
- 第二部分由3、5、6、7座組成，普遍是每層3伙的設計，標準單位由990－1,998平方呎不等，當中990平方呎山景及7座獨有的1,013平方呎正南山海雙景單位，更特設四房一套（三間睡房和一間士多房）的間隔。
- 第三部分由8、9、10座組成，普遍是每層4伙的設計，標準單位由591－1,338平方呎不等。

## 會所
住客會所名為「Club Voyage」，樓高5層（CH1、CH2、CH3、P、PG），佔地約15萬平方呎，耗資5億港元建造，為當年全港造價最貴會所。設施包括室內及室外游泳池、8,000方呎的餐飲設施及宴會廳、健身室、多用途運動場、卡拉OK娛樂室、水療室和3個空中花園等。南灣入伙後，更增設寵物公園，方便飼養寵物的住戶。
會所亦提供私人遊艇服務及駐場健身教練服務、室內及室外游泳池、多用途運動場、卡拉OK娛樂室、水療室、高級海景餐廳、兩個宴會廳和三個空中花園等。

## 商舖
在商舖部分，現由有「幼稚園哈佛」之稱的寶山幼稚園經營Playgroup寶山資源教育中心（Infants, Toddlers & Twos（ITT））。

## 全港/同區記錄
- 全港2010年銷售冠軍樓盤（售樓金額最多）

南灣由新鴻基負責興建和銷售，下半年預售約674伙（94%），約144.7億元。
南灣於2010年7月底開售，8日累售近300伙，套現約80億元，破了香港豪宅銷售紀錄，平均每伙成交價達3,000萬元。
- 全港2011年車位銷售冠軍（銷售金額最多）

2011年3月車位開售，一手售價由145萬至158萬，定價創了同區新高，但亦隨即錄得二手成交，一日升值30萬，再創同區新高。
- 南區分層住宅樓底新高

南灣的每伙單位有極高樓底3.3-3.5米，除1座、2座全部單位為3.5米外，其餘3-10座，28樓以上為3.5米，27樓或以下為3.3米。南灣的樓底不但比很多傳統豪宅、指標豪宅如貝沙灣為高，南灣比當時一般新建樓宇還要高出超過0.3-0.6米，比同區的海怡半島更高出0.8-1米，即使同區另一豪宅新盤深灣9號的樓底也只是3.1米
- 南區分層住宅呎價新高

南灣於2011年4月底入伙，及後發展商繼續惜售，限量加價加推餘貨，當中2座的「天外天摩天大屋」（複式連天台、平台及私人泳池）以高達1億5千8百萬成交，呎價高達40,306元，再創項目新高，比較當時西半山的一手新盤（The Babington）的複式呎價高超過一倍，亦超越貝沙灣、富豪海灣的獨立屋呎價，更名列港島南區及全香港的分層豪宅排名。
- 香港仔區呎租新高

南灣的物業質素及會所配套理想，吸引不少富戶遷進。於2011年初物業執漏期，6座高層2,282呎連平台的單位獲租客以約13萬租用，呎租高達57元，創香港仔區新高。呎租亦高於不少淺水灣、山頂等南區傳統分層豪宅。及後，不足千呎的細戶亦創同類新高，7座低層962呎連平台單位吸引外籍租客以5萬2千租用，呎租達54元。
- 香港仔區租金新高

於2012年7月，南灣2座3366呎的高層連平台戶，以破記錄的香港仔區及屋苑的租金金額，獲國際公司高層以18萬月租租用，呎租約54元。這項18萬的月租，金額高於不少豪宅獨立屋，例如南區紅山半島呎數相近的獨立屋當時亦僅以14萬租出。
- 額外印花稅（BSD）金額新高

2013年2月，南灣面積第二大（3913呎，另連天台、平台及私人泳池）的1座的「天外天摩天大屋」（一般樓盤稱為：天池屋）以高達1億7千3百50萬成交，建築呎價高達44,339元，實用呎價更超過57,540元，不但再創屋苑的金額及呎價新高，其呎價更較同區原記錄保持者的深灣9號高出超過10%，亦是香港仔區分層售價新高，比不少豪宅獨立屋還要貴。
再者，買家需付15%共約2,602.5萬元的額外印花稅（BSD）款，為BSD個案新高，遠高於半山干德道天匯1,988萬的BSD稅款記錄。連同4.25%的印花稅，合共3340萬元，換言之，買家連同是次交易的印花稅，以超過2億元的代價購入上述單位，若以此計算，建築呎價便高達52,875元。
南灣是全香港繼禮頓山，寶翠園後，第三個屋苑有超過300萬一個車位的二手成交。

## 標準單位間隔
| 面積（平方呎） | 分佈於               | 主要景觀 | 間格                                                | 伙數 | 比重  |
| -------------- | -------------------- | -------- | --------------------------------------------------- | ---- | ----- |
| 2,423-2,567    | 1座A、2座A室         | 海景     | 雙露台、雙套房、工人套房、獨立升降機大堂、共4間廁所 | 46   | 6.45% |
| 2,363          | 1座B、2座B室         | 海景     | 雙露台、雙套房、工人套房、獨立升降機大堂、共4間廁所 | 46   | 6.45% |
| 1,968－1,998   | 3座A、B室            | 海景     | 露台、雙套房、工人套房、共4間廁所                   | 50   | 7%    |
| 1,730－1,745   | 7座B室               | 海景     | 露台、（可改雙套房）一套房、工人套房、共4間廁所     | 24   | 3.4%  |
| 1,411－1,501   | 5、6座A、B室及7座A室 | 海景     | 露台、 一套房、工人套房、共3間廁所                  | 118  | 16.5% |
| 1,278－1,338   | 8－10座A、B室        | 海景     | 露台、一套房、工人套房、共3間廁所                   | 132  | 18.5% |
| 1,013          | 7座C室               | 海景     | 露台、3房（一套房）及一士多房、共2間廁所            | 24   | 3.4%  |
| 990            | 3－6座C室            | 山景     | 露台、3房（一套房）及一士多房、共2間廁所            | 77   | 10.8% |
| 771            | 8座C、D室及9座C室    | 山景     | 露台、2房（一套房）、共2間廁所                      | 74   | 10.3% |
| 591－592       | 9座D室及10座C、D室   | 山景     | 露台、一套房、共1間廁所                             | 66   | 9.2%  |

A、B單位採用新鴻基同系豪宅天璽之玻璃幕牆，因窗戶所限，房間數目較少。景觀、方向及用料以第1座A室（東南海景）最優質。C、D單位單位間隔較多元化，由一套房至四房一套的間隔不等。景觀、方向以第7座C室（正南海景）最優質。連平台、連天台、雙連單位等特色單位不列於表，部分設有三套房、另工人套房等間隔，一、二座更有另設私家游泳池的「天外天摩天大屋」。

## 鄰近地標
- 南區‧左岸（Marina South）（即鴨脷洲海旁道天價地皮）
- 深灣軒
- 倚南（H‧Bonaire）
- 深灣9號
- 海洋公園
- 珍寶海鮮舫
- 香港仔遊艇會
- 深灣遊艇俱樂部
- 風之塔公園

## 區議會代表
- 區諾軒議員（南區區議會利東一選區）

## 外部連結
- 「繁星美鑽」990'示範單位
- 雙套房大宅示範單位
- 南灣2,000呎高空影片（页面存档备份，存于）
- 南灣 Larvotto 30" 廣告片段 （页面存档备份，存于）
- 南灣 Larvotto 45"廣告片段 （页面存档备份，存于）
- 南灣 Larvotto 住戶網站[永久]
- 南灣-建築事務所資料（页面存档备份，存于）
- 南灣建築解構（页面存档备份，存于）

22°14′25″N 114°09′36″E / 22.240296°N 114.159869°E